# Jules Amiguet
Jules Amiguet (* 20. Januar 1867 in Aigle; † 18. März 1946 in Lausanne) war ein Schweizer evangelischer Geistlicher und Hochschullehrer.

## Leben

### Familie
Jules Amiguet war der Sohn von David-Frédéric Amiguet und der Charlotte (geb. Richon).
Er blieb zeit seines Lebens unverheiratet.

### Ausbildung
Jules Amiguet immatrikulierte sich an der Theologischen Fakultät der Universität Lausanne und beendete das Studium 1888 mit seiner Lizentiatsarbeit Notre liturgie.

### Werdegang
1888 erhielt Jules Amiguet seine Konsekration und wurde Vikar in Suchy.
1889 wurde er Pfarrer in Chesalles-sur-Moudon, bevor er 1893 Pfarrer in Pampigny und 1909 in Ouchy bei Lausanne wurde. 
Dank einer Schenkung von Marguerite de Loys-Chaudieu, Schlossherrin von Dorigny in Ecublens, liess er von 1912 bis 1913 die Kirche Saint-Jean de Cour errichten und mit Fresken von dem Glasmaler Louis Riviers (1885–1963) ausmalen; die Orgel wurde von Albert Schweitzer konzipiert und von der Orgelmanufaktur Dalstein-Haerpfer gebaut. Jules Amiguet wurde 1921 zum ersten Pfarrer der neuen Pfarrei Saint-Jean-Cour ernannt.
1927 begann seine Tätigkeit als Privatdozent an der Theologischen Fakultät in Lausanne; dort las er über Fragen der Liturgie.

### Geistliches Wirken
Durch sein Wirken für die liturgische Erneuerung, vor allem auf dem Gebiet des Abendmahls, gilt Jules Amiguet als einer der Inspiratoren der waadtländischen Bewegung Eglise et Liturgie, die einen tiefgreifenden gottesdienstlichen Wandel in der reformierten Westschweiz einleiten sollte.

## Schriften (Auswahl)
- Mœurs campagnardes: étude offerte aux pères et mères de famille et aux amis de la jeunesse. Lausanne 1889.
- Un sacrifice: nouvelle. Lausanne 1891.
- Ma jeunesse: poésies. F. Payot, Lausanne 1892.
- Mères et filles: esquisse vaudoise. Attinger, Neuenburg 1892.
- Le cher vieux pays! Agence des Soc. religieuses, Lausanne 1910.
- La gloire des Humbles: Nouvelles. Léon Martinet, Lausanne 1911.
- mit Gustave Cauderay: Choses de chez nous. Léon Martinet, Lausanne 1912.
- mit Jules Desmeules, Gustave Cauderay: Récits de Noël. Lausanne 1913.
- Eglise, humanité. Impr. Réunies, Lausanne 1920.
- mit Gabriel Chamorel, Frédéric Gilliard: L’église nationale vaudoise: la pierre et l’esprit. Rouge, Lausanne 1937.
- Service divin ou liturgie chrétienne: d’après les textes bibliques et les plus anciennes liturgies grecques et latines. Lausanne 1937.
- La croix du Bois de Vaux. Lausanne 1938.
- Liturgie eucharistique: service de Saint-Cène avec répons. Impr. du Léman, Lausanne 1939.